# Rupert Neudeck
Rupert Neudeck (sinh ngày 14.5.1939 tại thành phố tự do Danzig (ngày nay là Gdańsk, Ba Lan, mất 31.5.2016) là nhà báo và người theo chủ nghĩa nhân đạo người Đức, nổi tiếng về việc làm nhân đạo, cứu vớt hàng chục ngàn thuyền nhân Việt Nam trên Biển Đông năm 1979 bằng tàu Cap Anamur. Ông là người sáng lập Komitee Cap Anamur/Deutsche Notärzte e.V. (Ủy ban Cap Anamur/Bác sĩ cấp cứu Đức) và là chủ tịch tổ chức Grünhelme (Mũ bảo hiểm xanh lá cây).

## Cuộc đời và Sự nghiệp

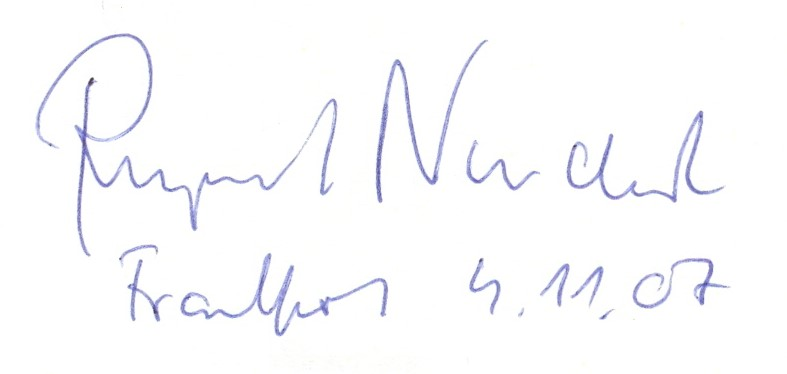
Thủ bút của Rupert Neudeck

Sau khi Chiến tranh thế giới thứ hai chấm dứt, gia đình ông bị trục xuất về Đức. Ông lớn lên và học tập ở Tây Đức. Năm 1958, sau khi tốt nghiệp bậc trung học, ông học ngôn ngữ và văn minh Đức, triết học, xã hội học và thần học Công giáo. Năm 1961 ông ngưng học để gia nhập Dòng Tên, nhưng vài năm sau ông bỏ dòng tu và trở lại con đường học vấn. Năm 1972, ông đậu bằng tiến sĩ triết học với bản luận án Politische Ethik bei Jean-Paul Sartre und Albert Camus (Đạo đức chính trị của Jean-Paul Sartre và Albert Camus).
Ông bắt đầu làm ký giả cho đài phát thanh Công giáo ở Köln, và đến năm 1976 làm nhà báo tự do. Năm 1977, ông làm biên tập viên chính trị cho đài phát thanh Deutschlandfunk.

### Cứu trợ người Việt tỵ nạn
Năm 1979 Rupert Neudeck cùng vợ và nhà văn Heinrich Böll, người đoạt giải Nobel Văn chương năm 1972, đã cùng một số thân hữu đứng ra lập Ủy ban "Ein Schiff für Vietnam" (Một con tàu cho Việt Nam) và thuê tàu Cap Anamur ra khơi ngoài Biển Đông cứu vớt thuyền nhân Việt Nam đang trên đường vượt biển tỵ nạn. Cùng năm đó tổ chức Komitee Cap Anamur/Deutsche Notärzte e. V. ra đời để điều hành hoạt động cứu nạn của con tàu Cap Anamur. Tổ chức này đã vớt tổng cộng 10.375 thuyền nhân Việt Nam trên 226 chiếc thuyền và đưa họ sang Đức định cư. Cho tới năm 1998, Neudeck là thành viên Ban điều hành tổ chức Cap Anamur, rồi làm phát ngôn viên của tổ chức này. Ông đã xuất hiện trong cuốn Paris by Night 77 - đánh dấu 30 năm sau khi Sài Gòn thất thủ - để nói về vai trò cứu nạn của Cap Anamur và người tỵ nạn Việt Nam.

### Quan điểm về Israel và Palestine
Từ năm 2002 Neudeck đã nhiều lần tới Israel và lãnh thổ Palestine để tìm hiểu bức tường chia cắt do Israel đơn phương dựng lên hầu củng cố việc kiểm soát lãnh thổ chiếm đóng, cùng tình trạng cuộc sống của người Palestine ở Bờ Tây. Năm 2005 ông cho xuất bản cuốn Ich will nicht mehr schweigen. Recht und Gerechtigkeit in Palästina (Tôi sẽ không im lặng nữa. Luật pháp và Công lý ở Palestine) nhằm bênh vực những người Palestine. Tác phẩm đó bị Hội hữu nghị Đức-Israel chỉ trích dữ dội.
Tháng 6 năm 2010 Neudeck chỉ trích chính sách cấp giấy phép xây cất của Israel, và lệnh phá hủy một số gia cư của người Palestine ở Bờ Tây vì chính quyền Israel cho là bất hợp pháp. Bất bình với Neudeck, Israel đe dọa phá bỏ trung tâm tập nghề của Tổ chức Grünhelme eV giữa Bethlehem và Hebron. Theo Neudeck thì dân Palestine trong khu vực này (vùng C, gồm khoảng 60% khu vực Bờ Tây) ít khi được giấy phép xây cất nhà ở, trong khi người Israel nhập cư thì nhà xây ngày càng nhiều.

### Hoạt động nhân quyền
Tháng 4 năm 2003 Rupert Neudeck là người đồng sáng lập tổ chức hòa bình quốc tế Grünhelme eV (Mũ bảo hiểm xanh lá cây) nhằm giúp tái thiết trường học và nhà cửa đã bị hủy hoại vì chiến tranh ở Iraq, Afghanistan v.v..
Rupert Neudeck công khai ủng hộ việc tự do biểu tình phản kháng, thay vì sợ hãi.

## Đời tư
Năm 1970 ông kết hôn với Christel Neudeck. Họ có hai con gái và một con trai.

## Giải thưởng và Vinh dự
- 1978 – Cavaliere-Orden (Huân chương Hiệp sĩ) của Cộng hòa Somalia
- 1985 – Theodor-Heuss-Medaille (Huy chương Theodor-Heuss)
- 1991 – Bruno-Kreisky-Menschenrechtspreis (Giải Nhân quyền Bruno-Kreisky)
- 1998 – Erich-Kästner-Preis (Giải Erich-Kästner) của Dresden
- 1999 – Frankfurter Walter-Dirks-Preis (Giải Walter và Marianne-Dirks) của Frankfurt
- 2003 – Marion Dönhoff Preis (Giải Marion Dönhoff)
- 2005 – Ehrendoktorwürde der Westfälische Wilhelms-Universität Münster (Tiến sĩ danh dự Đại học Münster)
- 2006 – Europäischer Sozialpreis (Giải Xã hội châu Âu)
- 2007 – Steiger Award (Giải Steiger) (Bochum)
- 2007 – Verdienstorden des Landes Nordrhein-Westfalen (Huân chương công trạng của bang Nordrhein-Westfalen)
- 2011 – Ehrendoktorwürde der Universität Prizren (Tiến sĩ danh dự Đại học Prizren) (Kosovo)
- 2012 – Ritter der Ehrenlegion (Bắc Đẩu Bội tinh hạng Chavalier)[7]
- Rupert Neudeck được bầu chọn vào danh sách Unsere Besten.